# Llista de topònims de la Masó
Llista de topònims (noms propis de lloc) del municipi de la Masó, a l'Alt Camp
Informació actualitzada per un bot. Els canvis manuals es perdran quan s'actualitzi!

## casa
| imatge | Nom                    | Ubicat a | instància de | Detalls                                                        | coordenades                                                                          | Protecció                                  | Commons (més fotos)    | Dades a WD                    |
| ------ | ---------------------- | -------- | ------------ | -------------------------------------------------------------- | ------------------------------------------------------------------------------------ | ------------------------------------------ | ---------------------- | ----------------------------- |
|        | Ca Palau               | la Masó  | casa         | Estil: arquitectura modernista 1910                            | 41° 14′ 03″ N, 1° 13′ 24″ E / 41.234299°N,1.223416°E ca:La Placeta, 8                | bé integrant del patrimoni cultural català | Ca Palau (la Masó)     | Modifica les dades a Wikidata |
|        | Ca l'Hereuet (la Masó) | la Masó  | casa         | Arquitecte: Ramon Salas i Ricomà Estil: arquitectura eclèctica | 41° 14′ 04″ N, 1° 13′ 24″ E / 41.234385°N,1.223451°E ca:Carrer de Santa Magdalena, 7 | bé integrant del patrimoni cultural català | Ca l'Hereuet (la Masó) | Modifica les dades a Wikidata |
|        | Casa Benet             | la Masó  | casa         | Estil: arquitectura popular Estat: bon estat                   | 41° 14′ 05″ N, 1° 13′ 23″ E / 41.234766°N,1.22308°E ca:C. Santa Magdalena, 1         | bé cultural d'interès local                | Casa Benet (la Masó)   | Modifica les dades a Wikidata |

## edifici
| imatge | Nom                          | Ubicat a | instància de | Detalls            | coordenades                                                              | Protecció                                  | Commons (més fotos)          | Dades a WD                    |
| ------ | ---------------------------- | -------- | ------------ | ------------------ | ------------------------------------------------------------------------ | ------------------------------------------ | ---------------------------- | ----------------------------- |
|        | Escola Pública Els Til·lers  | la Masó  | edifici      | Estil: noucentisme | 41° 14′ 02″ N, 1° 13′ 26″ E / 41.23376°N,1.22382°E                       | bé integrant del patrimoni cultural català |                              | Modifica les dades a Wikidata |
|        | Sindicat Agrícola de la Masó | la Masó  | edifici      | Estil: noucentisme | 41° 14′ 05″ N, 1° 13′ 15″ E / 41.2346°N,1.22083°E ca:Carrer de la Col, 3 | bé integrant del patrimoni cultural català | Sindicat Agrícola de la Masó | Modifica les dades a Wikidata |
|        | els Francolins               | la Masó  | edifici      |                    | 41° 14′ 22″ N, 1° 13′ 07″ E / 41.2393530335119°N,1.21866414179746°E      |                                            |                              | Modifica les dades a Wikidata |

## granja
| imatge | Nom                      | Ubicat a | instància de | Detalls | coordenades                                                         | Protecció | Commons (més fotos) | Dades a WD                    |
| ------ | ------------------------ | -------- | ------------ | ------- | ------------------------------------------------------------------- | --------- | ------------------- | ----------------------------- |
|        | Granja Nicasi            | la Masó  | granja       |         | 41° 13′ 58″ N, 1° 13′ 27″ E / 41.2326636590434°N,1.22410767013576°E |           |                     | Modifica les dades a Wikidata |
|        | Granja de Cal Nicasi     | la Masó  | granja       |         | 41° 14′ 11″ N, 1° 13′ 07″ E / 41.2363892196704°N,1.21863724310951°E |           |                     | Modifica les dades a Wikidata |
|        | Granja de Josep M. Martí | la Masó  | granja       |         | 41° 13′ 48″ N, 1° 12′ 50″ E / 41.2298829138475°N,1.21379088865887°E |           |                     | Modifica les dades a Wikidata |
|        | Granja del Cafeter       | la Masó  | granja       |         | 41° 14′ 03″ N, 1° 13′ 07″ E / 41.2341001139076°N,1.21855622381991°E |           |                     | Modifica les dades a Wikidata |
|        | Granja del Fernando      | la Masó  | granja       |         | 41° 14′ 10″ N, 1° 12′ 53″ E / 41.2360926714343°N,1.21461217805314°E |           |                     | Modifica les dades a Wikidata |

## masia
| imatge | Nom                | Ubicat a | instància de | Detalls | coordenades                                                                              | Protecció | Commons (més fotos) | Dades a WD                    |
| ------ | ------------------ | -------- | ------------ | ------- | ---------------------------------------------------------------------------------------- | --------- | ------------------- | ----------------------------- |
|        | Mas de Coll        | la Masó  | masia        |         | 41° 13′ 58″ N, 1° 12′ 49″ E / 41.2327425069253°N,1.21348632643135°E                      |           |                     | Modifica les dades a Wikidata |
|        | Mas de Posant      | la Masó  | masia        |         | 41° 14′ 36″ N, 1° 13′ 07″ E / 41.2434°N,1.21861°E 117 msnm                               |           |                     | Modifica les dades a Wikidata |
|        | Mas de Tiano       | la Masó  | masia        |         | 41° 14′ 41″ N, 1° 12′ 48″ E / 41.2447542547639°N,1.21323071305443°E                      |           |                     | Modifica les dades a Wikidata |
|        | Mas del Bassot     | la Masó  | masia        |         | 41° 14′ 31″ N, 1° 13′ 06″ E / 41.2419°N,1.21838°E 126 msnm                               |           |                     | Modifica les dades a Wikidata |
|        | Masia de Gils      | la Masó  | masia        |         | 41° 14′ 15″ N, 1° 13′ 16″ E / 41.237533727239°N,1.22100460596471°E                       |           |                     | Modifica les dades a Wikidata |
|        | Masia de Marquet   | la Masó  | masia        |         | 41° 14′ 10″ N, 1° 13′ 07″ E / 41.2360033609059°N,1.21873124819913°E                      |           |                     | Modifica les dades a Wikidata |
|        | Masia de Paiet     | la Masó  | masia        |         | 41° 14′ 12″ N, 1° 12′ 56″ E / 41.236737156553°N,1.21551343174345°E                       |           |                     | Modifica les dades a Wikidata |
|        | Masia de Peralta   | la Masó  | masia        |         | 41° 14′ 10″ N, 1° 13′ 30″ E / 41.2361798322447°N,1.22490739974661°E                      |           |                     | Modifica les dades a Wikidata |
|        | Masia de l'Illa    | la Masó  | masia        |         | 41° 14′ 26″ N, 1° 13′ 42″ E / 41.2406803218283°N,1.22821040614002°E                      |           |                     | Modifica les dades a Wikidata |
|        | Masia de la Cisca  | la Masó  | masia        |         | 41° 14′ 19″ N, 1° 13′ 16″ E / 41.2385178753265°N,1.22115690346904°E                      |           |                     | Modifica les dades a Wikidata |
|        | Masia del Ballarí  | la Masó  | masia        |         | 41° 14′ 43″ N, 1° 13′ 21″ E / 41.2453912923541°N,1.22237866488046°E                      |           |                     | Modifica les dades a Wikidata |
|        | Masia del Conflent | la Masó  | masia        |         | 41° 14′ 13″ N, 1° 13′ 29″ E / 41.2369510093176°N,1.22468367766472°E                      |           |                     | Modifica les dades a Wikidata |
|        | Masia del Maçana   | la Masó  | masia        |         | 41° 14′ 11″ N, 1° 12′ 43″ E / 41.23639388982°N,1.21196692846998°E                        |           |                     | Modifica les dades a Wikidata |
|        | Masia del Rei      | la Masó  | masia        |         | 41° 14′ 33″ N, 1° 13′ 30″ E / 41.2426109289234°N,1.22490040088272°E                      |           |                     | Modifica les dades a Wikidata |
|        | Masia del Sabater  | la Masó  | masia        |         | 41° 14′ 17″ N, 1° 13′ 41″ E / 41.2380490827421°N,1.22813829516379°E                      |           |                     | Modifica les dades a Wikidata |
|        | Molí de la Selva   | la Masó  | masia        |         | 41° 14′ 04″ N, 1° 13′ 42″ E / 41.2343160961072°N,1.22846583889755°E ca:Ctra. T-751, km 1 |           |                     | Modifica les dades a Wikidata |

## Misc
| imatge | Nom                          | Ubicat a                             | instància de                                   | Detalls                                               | coordenades                                                                                               | Protecció                                  | Commons (més fotos)        | Dades a WD                    |
| ------ | ---------------------------- | ------------------------------------ | ---------------------------------------------- | ----------------------------------------------------- | --- | ------------------------------------------ | -------------------------- | ----------------------------- |
|        | Francolí                     | Conca de Barberà Alt Camp Tarragonès | curs d'aigua                                   | Desemboca: mar Mediterrània Llarg: 60km Conca: 838km² | 41° 23′ 56″ N, 1° 03′ 08″ E / 41.398944°N,1.052333°E 41° 06′ 24″ N, 1° 13′ 39″ E / 41.106639°N,1.227446°E |                                            | Francolí River             | Modifica les dades a Wikidata |
|        | Molí de la Masó              | la Masó                              | molí d'aigua                                   |                                                       | 41° 14′ 03″ N, 1° 13′ 42″ E / 41.234111°N,1.228379°E                                                      | bé integrant del patrimoni cultural català | Molí de la Masó            | Modifica les dades a Wikidata |
|        | Pont sobre el riu Francolí   | la Masó                              | pont                                           | Travessa: Francolí                                    | 41° 14′ 01″ N, 1° 13′ 41″ E / 41.233502°N,1.227968°E ca:Ctra. de Vallmoll a la Masó                       | bé cultural d'interès local                | Pont sobre el riu Francolí | Modifica les dades a Wikidata |
|        | Santa Magdalena de la Masó   | la Masó                              | església                                       | Estil: historicisme arquitectònic                     | 41° 14′ 06″ N, 1° 13′ 22″ E / 41.235061°N,1.222764°E ca:Plaça de l'Església                               | bé cultural d'interès local                | Santa Magdalena de la Masó | Modifica les dades a Wikidata |
|        | casa consistorial de la Masó | la Masó                              | casa consistorial                              |                                                       | 41° 14′ 05″ N, 1° 13′ 20″ E / 41.2348106°N,1.222346°E                                                     |                                            | Town hall of La Masó       | Modifica les dades a Wikidata |
|        | font de Biló                 | la Masó                              | font                                           |                                                       | 41° 14′ 07″ N, 1° 13′ 50″ E / 41.235403199843°N,1.2304789500594°E                                         |                                            |                            | Modifica les dades a Wikidata |
|        | la Masó                      | la Masó                              | entitat singular de població capital municipal | 288 hab                                               | 41° 14′ 00″ N, 1° 13′ 00″ E / 41.23333°N,1.21667°E 115 msnm                                               |                                            |                            | Modifica les dades a Wikidata |